# سنگی‌برج‌واران
سنگی‌برج‌واران (نام علمی: Turrilitoidea) نام یک بالاخانواده از زیرراسته خمیده‌شاخیان است.